# Municipio de Manitou
El municipio de Manitou (en inglés: Manitou Township) es un municipio ubicado en el condado de Mountrail en el estado estadounidense de Dakota del Norte. En el año 2010 tenía una población de 98 habitantes y una densidad poblacional de 1,03 personas por km².

## Geografía
El municipio de Manitou se encuentra ubicado en las coordenadas 48°19′47″N 102°37′28″O / 48.32972, -102.62444. Según la Oficina del Censo de los Estados Unidos, el municipio tiene una superficie total de 95.03 km², de la cual 93,82 km² corresponden a tierra firme y (1,27 %) 1,21 km² es agua.

## Demografía
Según el censo de 2010, había 98 personas residiendo en el municipio de Manitou. La densidad de población era de 1,03 hab./km². De los 98 habitantes, el municipio de Manitou estaba compuesto por el 100 % blancos. Del total de la población el 7,14 % eran hispanos o latinos de cualquier raza.